# 武蔵坊弁慶 (小説)
『武蔵坊弁慶』（むさしぼうべんけい）は、富田常雄の小説。

## 概要
武蔵坊弁慶の勧進帳のエピソードなどを元にした小説。
日本テレビ・NHK・テレビ朝日により3度テレビドラマ化されている。

## テレビドラマ

### 1965年のテレビドラマ
『弁慶』のタイトルで、1965年10月2日から1966年3月26日に日本テレビで放送された。全26回。

#### スタッフ
- 原作：富田常雄
- 脚本：西川清之、新井豊
- 監督：一丸周也、松本尚彦

#### 出演者
- 武蔵坊弁慶：丹波哲郎

### 1986年のテレビドラマ
武蔵坊弁慶 (テレビドラマ)を参照。

### 1997年のテレビドラマ
『弁慶 怪力無双の荒法師!』のタイトルで、1997年1月4日にテレビ朝日系の新春時代劇スペシャルとして放送された。当時86歳で特別出演していた山村聡のテレビドラマにおける遺作。

#### スタッフ
- 原作：富田常雄
- 脚本：古田求
- 音楽：川崎真弘
- 監督：井上昭
- 制作：テレビ朝日、東映

#### 出演者
- 武蔵坊弁慶：松平健[1]
- 玉虫：有森也実
- 源義経：西村和彦
- 静御前：雛形あきこ
- 常陸坊海尊：若林豪
- 伊勢三郎：沖田浩之
- 梶原景時：西田健
- 建礼門院徳子：南野陽子
- 木曽義仲：五木ひろし
- 巴御前：国生さゆり
- 平清盛：藤田まこと（特別出演）
- 富樫家通：里見浩太朗（特別出演）
- 源頼朝：船越英一郎
- 後白河法皇：長門裕之
- 藤原秀衡：山村聡[2]
- ナレーター：古谷一行

#### 備考
- 「宇治川の合戦」のシーンに於いて、松田定次監督の映画『源九郎義経』（1962年、東映製作、北大路欣也主演）の一部が使用されている。